# Vlag van Nandrin
De vlag van Nandrin is op 23 juli 1997 bij raadsbesluit vastgesteld als de vlag van de Luikse gemeente Nandrin. De vlag kan als volgt worden beschreven:
Vijf even hoge banen van wit en van rood, met vijf hermelijnen in elk van de witte banen en een gele barensteel op de tweede en derde banen.
De vlag werd pas op 30 april 1999 bevestigd door de Franse Gemeenschapsregering. De vlag is volledig gebaseerd op het gemeentewapen en ziet er dus helemaal hetzelfde uit.